# Bad Boys (colonna sonora)
Bad Boys è la colonna sonora dell'omonimo film di Michael Bay, pubblicata nel 1995 da Work e Columbia Records. La RIAA lo certifica disco di platino a cinque anni di distanza dall'uscita.
Sono presenti brani sia di 2Pac sia di Notorious B.I.G..
| Recensione | Giudizio |
| ---------- | -------- |
| AllMusic   | [ 1 ]    |

## Tracce
1. Shy Guy (Diana King) – 3:40
2. So Many Ways (Bad Boys Version) (Warren G) – 3:14
3. Five O, Five O (Here They Come) (69 Boyz featuring K-Nock) – 3:19
4. Boom Boom Boom (Juster) – 3:51
5. Me Against the World (2Pac featuring Dramacydal) – 4:39
6. Someone to Love (Jon B. featuring Babyface) – 4:34
7. I've Got a Little Something for You (Radio Version) (MN8) – 3:40
8. Never Find Someone Like You (Keith Martin) – 4:30
9. Call the Police (Marvel/Bonzai Mix) (Ini Kamoze) – 3:44
10. Da B Side (Da Brat featuring The Notorious B.I.G. & Jermaine Dupri) – 3:42
11. Work Me Slow (Xscape) – 4:06
12. Clouds of Smoke (Call O'Da Wild) – 4:42
13. Juke-Joint Jezebel (KMFDM) – 4:09
14. Bad Boys' Reply ('95) (Inner Circle featuring Tek) – 3:59
15. Theme from Bad Boys (Mark Mancina) – 4:12

Traccia bonus
1. Five O, Five O, (Here They Come) (Hideout House Radio Mix) (69 Boyz featuring K-Nock) – 3:39

## Classifiche

### Classifiche settimanali
| Classifica (1995)         | Posizione raggiunta |
| ------------------------- | ------------------- |
| Australia                 | 12                  |
| Austria                   | 16                  |
| Belgio (Fiandre)          | 20                  |
| Belgio (Vallonia)         | 8                   |
| Finlandia                 | 40                  |
| Germania                  | 18                  |
| Nuova Zelanda             | 3                   |
| Paesi Bassi               | 38                  |
| Stati Uniti               | 26                  |
| US Top R&B/Hip-Hop Albums | 13                  |
| Svezia                    | 26                  |
| Svizzera                  | 13                  |

### Classifiche di fine anno
| Classifica (1995)         | Posizione raggiunta |
| ------------------------- | ------------------- |
| Stati Uniti               | 161                 |
| US Top R&B/Hip-Hop Albums | 81                  |